# U Slepice (Ždánický les)
U Slepice (něm. Mitterberg) je nejvyšší vrchol Ždánického lesa. Je vysoký 439 m n. m. a nachází se v katastrálním území Ždánice.
Ve 40. letech 18. století zde revírník Petr Orlich ze Ždánic postavil hájovnu. Našel zde prý slepici, která v dutém stromě vyseděla kuřata a podle ní dal místu název. Na štítu hájovny byla vymalována historie tohoto místa. Po bitvě u Slavkova byla hájovna ruským vojskem zničena a v roce 1810 znovu obnovena. V roce 1813 zde byl na štítu umístěn obraz slepice s kuřaty. 
Místu se říkalo také U Nácinka podle pacholka, který se oběsil na vrbě ze strachu z trestu za ztracenou kozu. Pod vrcholem je křižovatka turistických cest, cyklotras, přírodní rezervace U Vrby a ropné vrty.

## Název
Vrch se v minulosti nazýval U slepice (s malým s). Používání tohoto názvu je doloženo ještě na státní mapě z roku 1999.